# La Trinidad, Benguet
La Trinidad là đô thị hạng 1 ở tỉnh Benguet, Philippines. Đây là đô thị thủ phủ của Benguet. Theo điều tra dân số năm 2000, đô thị này có dân số 67.963 người trong 13.658 hộ.
La Trinidad có cự ly 3 km về phía bắc Thành phố Baguio và 256 km về phía bắc Manila. Phía bắc giáp Tublay, phía nam giáp Baguio, phía tây giáp Sablan và Tuba.

## Các đơn vị hành chính
La Trinidad is subdivided into 16 khu phố (barangay).
- Alapang
- Alno
- Ambiong
- Bahong
- Balili
- Beckel
- Bineng
- Betag
- Cruz
- Lubas
- Pico
- Poblacion
- Puguis
- Shilan
- Tawang
- Wangal